# Cranchia scabra
Cranchia scabra (лат.) — вид кальмаров из подсемейства Cranchiinae семейства кранхиид (Cranchiidae), единственный в роде Cranchia. Встречается в тропических и субтропических водах мировых океанов.

## Описание
Cranchia scabra — единственный вид рода. Это небольшой кальмар около 150 мм. Плавники почти овальной формы со свободными задними долями. Мантия покрыта крупными, многоточечными хрящевыми бугорками. При угрозе кальмар втягивает голову и руки в полость мантии и плотно складывает плавники вдоль мантии, образуя прочный шар. Предполагается, что хрящевые бугорки служат для защиты, но неясно от каких хищников защищается таким образом кальмар. Кроме этого, кальмар может выпустить чернила в мантийную полость, делая своё шарообразное тело тёмным. Функция этого поведения неизвестна
Cranchia scabra — биолюминесцентный вид. Каждый глаз имеет 14 овальных фотофоров. Вентрально-проксимальный ряд состоит из 8 фотофоров, вентрально-дистальный ряд — из 4 фотофоров около зрачка и, наконец, дорсальный ряд — из двух фотофоров около зрачка.
Родовое название Cranchia дано в честь английского натуралиста Джона Кранча.